# ال‌دورادو (فیلم ۱۹۶۳)
ال‌دورادو (انگلیسی: El Dorado) یک فیلم به کارگردانی مناهم گولان است. از بازیگران آن می‌توان به خیم توپول اشاره کرد.